# Мојсеј Оленицки
Мојсије Оленицки (рођ. Митрофан Никитич Кожин; мај 1868, Оленица — 7. септембар 1931, Лењинград) — јеромонах и светитељ Руске православне цркве.
Канонизован је 2003. године  као свети мученик.

## Биографија
Митрофан Никитич Кожин је рођен у мају 1868. године у селу Оленица, Архангелска губернија, Кемски округ (данас село у Терском округу Мурманске области). Потиче из поморске породице. Године 1889. позван је у морнарицу и осам година служио као сигналист на бродовима царске флоте. Још док је био на служби одлучио је да оде у манастир, а 1897. године отпочело је његово послушање у Соловецком манастиру. Искушеник Митрофан је 12. априла 1907. године примио је монашки постриг са именом Мојсије у част преподобног Мојсеја Угрина. Следеће године рукоположен је у чин јерођакона, а четири године касније у чин јеромонаха. Служио је у Светосергијевом скиту на острву Велика Муксалма. Поред вршења низа богослужења, јеромонах Мојсије је руководио свим манастирским рибарским и ловним пословима.
Манастир је 1920. године затворила ОГПУ. На Соловки је организована државна фарма и логор принудног рада. Отац Мојсије је, упркос свему, остао у манастиру; Његово име се помиње у списковима монаха 1920., 1921. године и у списку радника државне фарме Соловки за 1922. годину.
Године 1926. зграда цркве Светог Сергија, у којој је служио отац Мојсије, преуређена је у хемијску лабораторију. Затим се свештеник вратио у своје родно село, где је постављен за настојатеља храма Рођења Јована Крститеља. Заједно са непоколебљивим у вери – црквеним старешином и псалмом – чинио је све да се у селу очувају темељи православља.
Дана 16. априла, отац Мојсије је, заједно са поменутим мештанима, ухапшен и осуђен од стране Тројке ОГПУ Лењинградског војног округа на три године затвора, под оптужбом за контрареволуционарну делатност. Касније је казна преиначена у прогонство у Котлас. Три месеца касније, 7. септембра 1931. године, отац Мојсије је умро у транзиту у лењинградској болници која носи име др Хаса са дијагнозом скорбута и ентероколитиса. Сахрањен је у необележеном гробу.
18. априла 1989. рехабилитован је од стране тужилаштва Мурманске области.

## Канонизација и поштовање
2003. године јеромонах Мојсије је канонизован од Светог Синода Руске Православне Цркве и уврштен у Сабор новомученика и исповедника Русије. Његово име је 2011. године такође уврштено у списак новомученика и исповедника Соловских. Поред тога, свети мученик Мојсије је уврштен у Сабор Колских светитеља. Дан сећања се празнује на дан упокојења светитеља: 25. августа (7. септембра).
На Вјалозеру, 60 километара од Умбе, 31. јула освећена је дрвена капела у част светог мученика Мојсија.